# Adubação verde

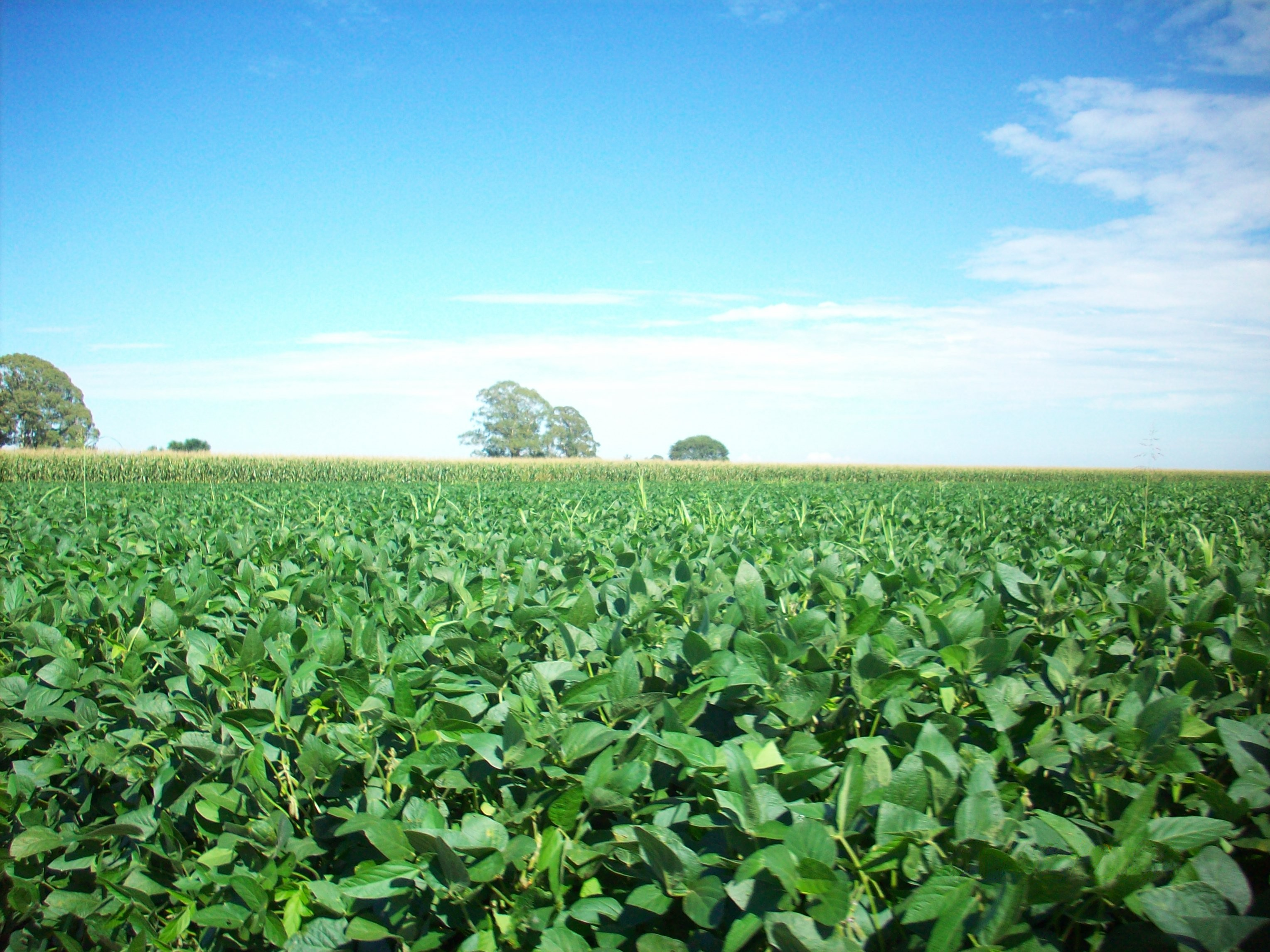
Cultivo de soja, uma das leguminosas usadas na adubação verde

Adubação verde, sideração ou plantio verde é a prática de incorporar plantas leguminosas no solo para enriquecê-lo nutricionalmente com nitrogênio. O nitrogênio no solo favorece a produção de biomassa vegetal.

## Histórico
Adubos verdes já eram utilizados como fertilizantes durante a dinastia Chou (1134-247 a.C) na China Antiga. Em seguida, os chineses, os gregos e os romanos empregaram largamente leguminosas (plantas da família Fabaceae, como soja ou feijão) para aumentar a fertilidade dos solos. Kiehl (1985) afirma que Catão, o Velho, Columela, Plínio, Varrão, Virgílio e Teofrasto fizeram referências ao emprego das leguminosas na adubação verde, mencionando que a preferência pelas mesmas originou-se vários séculos antes de Cristo. Contudo, foi somente após Lavoisier ter descoberto a existência do nitrogênio no ar atmosférico e Pasteur ter desvendado o mundo dos micro-organismos que Hellriegel e Wilfarth comprovaram, nas nodosidades das raízes leguminosas, a presença de bactérias capazes de fixar o N2. Segundo Kiehl (1959) e Myiazaka (1984), coube a Martinus Beijerinck isolar e cultivar esses micro-organismos, demonstrando cientificamente, no século XX, o que era conhecido empiricamente há mais de dois milênios.

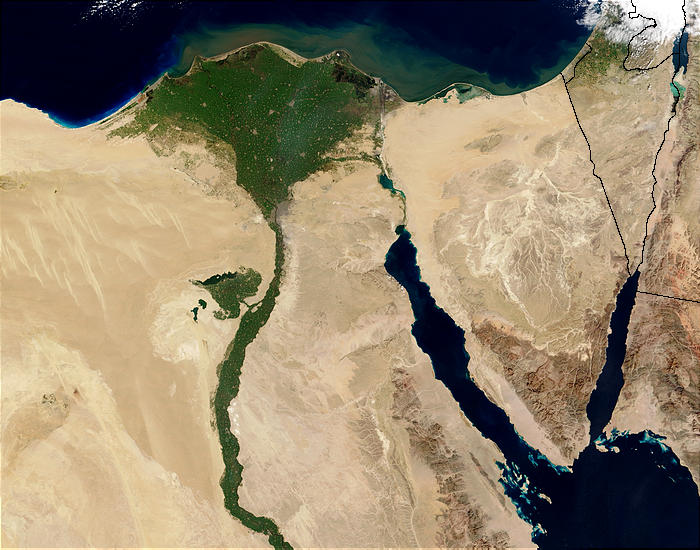
Vista por satélite do Rio Nilo e de seu delta

Em "Fertilizantes Orgânicos", Kiehl (1985, p. 01) afirma que as terras mais disputadas pelos agricultores no Egito antigo eram aquelas que se encontravam perto do Rio Nilo, pois, em certas épocas do ano, o rio transbordava, carregando grandes quantidades de matéria orgânica para as terras adjacentes. Quando as águas baixavam, estes agregados orgânicos ajudavam a fertilizar o solo.
Em condições naturais, o solo possui cobertura de vegetais que o protegem contra a ação da erosão devido à presença das raízes das árvores, dos arbustos e/ou das gramíneas, que também permitem uma alta capacidade de infiltrar água, beneficiando diretamente os lençóis freáticos. Esses sistemas de raízes ainda mantêm boa parte dos nutrientes quando a água da chuva passa pelo seu interior.
O aumento da população e da demanda por alimentos, principalmente após a Revolução Industrial, levou à ocupação de grandes extensões de terras pelas monoculturas, trazendo, consigo, uma cultura de manejo inadequada e insustentável para o solo tal como a utilização do fogo para eliminar as espécies nativas e a drenagem excessiva do solo, modificando drasticamente as propriedades químicas, físicas e biológicas do mesmo e ocasionando seu empobrecimento ou mesmo sua total infertilidade.
Desta forma, tornou-se necessário o manejo da matéria orgânica por meio da utilização de rotações de cultura, adubação verde e o plantio direto, pois, além de favorecerem o aumento de biomassa vegetal, promovem a ciclagem dos nutrientes, que é essencial para a manutenção das plantas.

## A importância e o processo de aplicação
Para a prática da adubação verde, as leguminosas têm ganhado preferência entre os agricultores e uma das principais razões é a fixação de N2 atmosférico pela ação nitrificante das bactérias, especialmente do gênero Rhizobium, que associam-se com as  raízes destas plantas, fornecendo-lhe o nitrogênio e recebendo o carboidrato em troca.
As leguminosas também produzem grande quantidade de biomassa e suas raízes são pivotantes (sistema de raízes formado por uma raiz central que penetra verticalmente no solo: da raiz central, partem raízes laterais que também são ramificadas), favorecendo a captura de nutrientes presentes em camadas profundas do solo. Após o processo de decomposição da biomassa destas leguminosas, os nutrientes serão disponibilizados para o desenvolvimento das plantas de agricultura.

## Cultura de leguminosas - a base da adubação verde
Para o plantio de leguminosas, é importante que as plantas sejam mais resistentes às pragas e que produzam grande quantidade de massa seca, com sementes que tenham uma boa germinação e que tenham um crescimento rápido. Para o sucesso do plantio, o solo deve ser bem arado e adubado antes das sementes serem introduzidas para germinação.
O corte das plantas semeadas pode ser de caráter tardio ou precoce mas, se a planta for cortada muito jovem, o processo de decomposição será mais rápido, uma vez que ela contém mais elementos minerais, diminuindo assim a sua massa vegetal, de grande importância para as plantas que serão diretamente beneficiadas com este acúmulo de partes orgânicas. Contudo, quando o corte da planta é feito tardiamente, a decomposição ocorre de forma mais lenta devido ela possuir mais lignina e celulose em sua composição, levando ao aumento da produção de massa massa vegetal, bem como ao aumento da quantidade de húmus.
Na adubação verde, aplicamos várias leguminosas, como: crotalárias (Crotalaria juncea, Crotalaria paulina, Crotalaria espectabilis, Crotalaria gratiana), mucuna-preta (Mucuna aterrima), mucuna-anã (Mucuna deeringiana), feijão-guandu (Cajanus cajan), feijão-de-porco (Canavalia ensiformis), feijão-de-corda (Vigna unguiculata), caupi (Vigna unguiculata), ervilhaca (Vicia sativa), soja titan (Glycine max), tremoço (Lupinus albus, Lupinus luteus, Lupinus angustifolius), labe-labe (Dolichos lablab), sesbânia (Sesbania aegyptiaca e Sesbania aculeara), calpogônio (Calopogonio muconoides), leucena (Leucaena spp.) e centrosema (Centrosema pubescens). Contudo, faz-se necessário que estudos tentem incorporar plantas de cultivo nativo, na tentativa de amenizar os impactos causados pelas leguminosas exóticas, para determinado tipo de solo.

## Adubação verde e a decomposição do húmus
A utilização da adubação verde otimiza o processo de formação do húmus. A formação do húmus ocorre conforme o material orgânico, animal e vegetal, no solo são decompostos por bactérias e fungos. Esses micro-organismos utilizam-se de componentes desse material para formação de seus tecidos, outros são sublimados e outros são transformados em material biológico escuro, chamado de húmus, que se diferencia do material original por suas propriedades físico-químicas. Para aumentar a retenção de água, bem como a umidade do solo, pode-se aplicar a matéria orgânica (restos de vegetais) no solo como forma de cobertura.

## Adubação verde, retenção de água e fertilidade do solo
O uso da água pelos vegetais é muito elevado. A água é disponibilizada através de um ramificado sistema de raízes. Em seguida, ela transporta e dissolve os nutrientes no interior das plantas. A matéria orgânica direta ou indiretamente pode aumentar a capacidade de armazenamento de água no solo. O húmus, por sua quantidade de matéria orgânica, ajuda o solo na retenção de água, bem como aumenta a capacidade de infiltração, melhorando as condições físicas como a granulometria, evitando que apareçam crostas impermeáveis no solo.Com o aumento da capacidade de infiltração de água no solo, pode-se evitar perdas por erosão e por evaporação. Solos argilosos, por exemplo, retêm mais água em sua composição e as raízes das plantas vão mais profundamente a essas camadas mais úmidas do solo formando um vegetal mais vigoroso e melhorando as colheitas.

## Nutrientes e o Plantio Verde
Os nutrientes são muito importantes para o desenvolvimento dos vegetais, pois plantas que crescem em ambientes com défice nutricional não se desenvolvem normalmente, e podem até deixar de se reproduzir. O plantio verde colabora para o enriquecimento nutricional dos solos, fornecendo mais nutrientes para as plantas que são cultivadas. Os nutrientes, além de serem muito importantes para a manutenção do metabolismo das plantas, também atuam diretamente na produção de nucleotídeos, cadeias de aminoácidos e de proteínas que são essenciais para o crescimento das plantas.

### Nitrogênio (N)
O nitrogênio é tido como o nutriente que mais limita o crescimento de plantas nos trópicos: por isso, é um dos principais alvos do plantio verde. 
As leguminosas têm um auxílio extra na captura de N, pois parte do N2 incorporado no tecido vegetal é fixado por meio de simbiose. As bactérias associam-se às raízes das leguminosas e atuam na fixação de nitrogênio atmosférico; em troca as leguminosas disponibilizam o carboidrato que os decompositores utilizam para o seu crescimento.
As leguminosas também fazem a imobilização temporária de nitrogênio em sua biomassa. 
Além delas, o uso de gramíneas tem sido indicado, pois elas reduzem a perda de nitrogênio, e ainda garantem maior proteção ao solo em virtude da baixa taxa de decomposição. Sabendo disto, um consórcio entre leguminosas e gramíneas é indicado para condições mais favoráveis à proteção do solo e nutrição das plantas.

### Carbono (C)
Basicamente, há duas formas de carbono: a orgânica, presente em seres vivos (biótica); e a inorgânica, contida em rochas (abiótica). As plantas têm grande importância no ciclo do C (carbono) orgânico. Através da fotossíntese, elas capturam luz e CO2 da atmosfera e produzem oxigênio e carboidratos, fazendo com que o C seja fixado em sua estrutura física. Quando as plantas morrem, o carbono fixado é incorporado ao solo pela deterioração da matéria orgânica. A matéria orgânica rica em carbono fertiliza o solo, o torna mais capaz de reter água e nutrientes para as plantas e melhora as características químicas, físicas e biológicas do solo.

### Fosfato (P)
O fosfato tem uma grande importância para as plantas e outros seres vivos, isto porque é um dos dois constituintes do ATP (adenosina tri-fosfato) que é uma molécula que permite transferência de energia para o funcionamento do metabolismo. Nas plantas, há também fosfato no núcleo conhecido como fosfato nucleico. No citoplasma das células vegetais, estão presentes os açúcares fosfatados e o fosfato inorgânico. Este último apresenta função regulatória.
No que diz respeito à captação de fosfato, as leguminosas, mesmo quando cultivadas em baixa disponibilidade do nutriente, têm capacidade de absorvê-lo. Assim, a matéria orgânica destas plantas atua como doadora de prótons ao meio, favorecendo a solubilização do fosfato natural.

## Plantas de cobertura mais utilizadas
"Plantas de cobertura" é o nome dado para plantas usadas no plantio verde, isto é, que permaneceram no solo cooperando para fertilização. Testes científicos elaborados por Torres et al (2005) comprovaram a  eficácia do sorgo, braquiária, milheto e crotalária no acúmulo de nitrogênio. Os mesmos autores indicam que a maior taxa de liberação de nitrogênio ocorre 42 dias após a dessecação da cobertura{{subst:c-fontes}}.
Contudo, é importante ressaltar que estas espécies citadas acima são exóticas, isto significa que elas foram introduzidas no Brasil, e não fazem parte do grupo de espécies nativas. Espécies exóticas podem competir com as plantas nativas por espaço, polinizadores, nutrientes e outros, podendo, dessa forma, causar certo desequilíbrio nos ambientes em que são inseridas fugindo do controle e invadindo ecossistemas naturais.

## Manejo de adubação verde em solo brasileiro
É importante ressaltar que, no Brasil, há uma grande variedade de solos e que cada um deles tem uma necessidade nutricional diferenciada. Portanto, a aplicação de qualquer método de fertilização necessita de estudos prévios do solo em questão. Além disso, a cultura que seguirá após o adubo verde também tem relevância para definir o tipo de adubo verde usado e como a técnica de adubação será aplicada. Abaixo estão listados exemplos de trabalhos já feitos em diferentes regiões do Brasil:

### Região Centro-Oeste (Cerrado)
Uma das limitações mais importantes sobre o emprego da adubação verde no cerrado é a época em que a cobertura será plantada, isto porque poderá causar prejuízo à cultura comercial. No entanto, o uso da técnica pode ser viabilizada com a semeadura da cobertura no final da estação chuvosa, em sucessão à cultura. Outra forma seria aproveitando a existência de verânicos, quando provavelmente o solo está sendo preparado.  Algumas leguminosas têm ganho destaque e sido apontadas como promissoras para uso no cerrado: mucuna-preta (Mucuna aterrima), guandu (Cajanus cajan), crotalárias (Crotalaria juncea, ochroleuca, paulina e spectabilis), feijão-bravo-do-ceará (Canavalia brasiliensis), feijão-de-porco (C. ensiformis), estilosantes (Stylosanthes guianensis).

### Região Norte
Os trabalhos de Erasmo (2004), conduzidos no Gurupi (Tocantins), avaliaram, durante 60 dias, a interferência de adubos verdes (Mucuna aterrima, Mucuna pruriens, Crotalaria ochroleuca, Crotalaria spectabilis, Canavalia ensiformis, Cajanus cajan, Pennisetum americanum e Sorghum bicolor, híbrido BR304) sobre plantas daninhas (Digitaria horizontalis, Hyptis lophanta e Amaranthus spinosus). Os resultados obtidos indicam que as espécies C. spectabilis, S. bicolor, C. ochroleuca, M. aterrima e M. pruriens reduziram significativamente o número e o peso da matéria seca das plantas daninhas avaliadas, enquanto P. americanum mostrou-se a menos eficiente.

### Região Nordeste do Brasil
O nordeste brasileiro é caracterizado por longos períodos de estiagem. Assim, uma cobertura de solo eficiente colabora na redução de perda de água e na manutenção de uma temperatura de solo adequada às culturas. Estudos realizados por Nascimento & Silva (2003) em Alagoinha-PB, em luvissolo degradado, mostraram que as leguminosas mais indicadas para região nordeste e este tipo de solo são o guandu (Cajanus cajan) e a leucena (Leucaena leucocephala).

### Região Sul do Brasil
Devido às suas características em termos de temperatura e umidade, como ocorrência de baixas temperaturas em uma estação do ano e regime pluviométrico bem distribuído, esta região permite o uso de técnicas de adubação verde com grande produção de carbono e taxas de decomposição que promovem o aumento gradativo de matéria orgânica no solo.

### Região Sudeste
O trabalho de Espíndola et al (1997), aplicado no estado do Rio de Janeiro, em um planossolo, avaliou a influência dos adubos verdes sobre a produção de batata doce e fungos micorrízico-arbusculares. Esses fungos associam-se às raízes e as ajudam a absorver nutrientes de baixa mobilidade, dentre outros benefícios.
A crotalária e a mucuna-preta foram usadas como adubos verdes e mostraram promover um aumento na colonização da raiz pelos fungos. Além disso, a mucuna-preta garantiu uma maior produção de batata-doce, pois forneceu mais nitrogênio à cultura subsequente.

## Vantagens gerais da adubação verde
A utilização da adubação verde é um manejo sustentavelmente viável para os agrossistemas, pois gera vantagens para os produtores, consumidores e, principalmente, para os ecossistemas que mantêm os ciclos dos nutrientes.
Podem ser apontadas, como vantagens do plantio verde:
- o aumento da camada vegetal, que otimiza a infiltração de água no solo, diminuindo a ocorrência de erosões, e evaporação edáfica,[15] isto é, a evaporação de água que está nos poros das camadas superficiais do solo e que, normalmente, é aproveitada pelos vegetais de raízes curtas, retornando rapidamente para o ciclo hidrológico devido à evaporação. Um dos elementos aprisionados na camada do solo é a água, que o mantém úmido por muito mais tempo, ocasionando uma economia de gastos. A utilização de plantio verde, ao favorecer a umidade do solo, aumenta as trocas catiônicas do mesmo, tornando certos íons (antes indisponíveis) acessíveis às bactérias, fungos e raízes de plantas.
- Outra vantagem é o aumento do teor de matéria orgânica, o que favorece o desenvolvimento de bactérias fixadoras de nitrogênio, importantes para as plantas que, sozinhas não conseguem fazê-lo.

A fixação do nitrogênio, somado ao acúmulo do fósforo, são fatores extremamente importantes para as plantas sintetizarem seus polímeros de aminoácidos, fundamentais na produção dos fotossintatos, crescimento e manutenção.
- A fixação do N também contribui para a diminuição da contaminação do solo e das águas do lençol freático, reduzindo ou evitando uso de fertilizantes.
- A utilização da adubação verde aumenta as defesas do solo, diminuindo os gastos com fertilizantes.
- Uma outra vantagem é que os raios ultravioleta não incidem diretamente sobre o solo, diminuindo a evaporação da água e erosão solar.
- O aumento da massa vegetal, bem como dos organismos decompositores, gera uma maior utilização dos gases presentes na atmosfera, promovendo a diminuição dos gases de efeito estufa.
- Aumento da disponibilidade de íons como o Na+ (sódio), Ca2++ (cálcio) e o Mg (magnésio) no solo.